# Quartier de Lappeenranta
Lappeenranta est une ville de Carélie du Sud en Finlande.
Elle a une superficie de 1 723,56 km2 au (1er janvier 2019 et compte 72 705 habitants au 31 décembre 2018,.

## Les quartiers

### Zone Sud
- 57 Hiessilta
- 55 Hyrymäki
- 18 Ihalainen
- 54 Karhuvuori
- 13 Kuusela
- 16 Mattila
- 56 Myllymäki
- 17 Mäntylä
- 53 Pajarila

### Zone de Joutseno
- conurbation de Joutseno
  - 205 Ahvenlampi
  - 206 Honkalahti
  - 207 Kesola
  - 203 Lampikangas
  - 202 Lintukangas
  - 204 Pulp
  - 201 Putkinotko
  - 208 Pöyhiänniemi
- Korvenkylä
  - 223 Hiekkapelto
  - 222 Korvenkeskus
  - 224 Rauha
  - 221 Vesivalo

### Zone centrale
- 10 Alakylä
- 15 Harapainen
- 02 Keskus
- 12 Kesämäki
- 07 Kimpinen
- 03 Kylpylä
- 05 Leiri
- 08 Lepola
- 01 Linnoitus
- 04 Pallo–Tyysterniemi ¹
- 09 Peltola
- 14 Reijola
- 06 Taikinamäki
- 11 Tykki–Kiviharju

### Zone de Lauritsala
- 36 Hakali
- 39 Hartikkala
- 40 Kanavansuu
- 32 Kaukas
- 41 Laihia
- 35 Lapvesi
- 33 Lauritsala
- 37 Mustola
- 38 Mälkiä
- 31 Parkkarila
- 34 Tirilä

### Zone Ouest
- 63 Kourula
- 24 Kuusimäki
- 61 Lavola
- 25 Lentokenttä
- 69 Ruoholampi
- 68 Rutola
- 65 Sammonlahti
- 67 Selkäharju
- 64 Skinnarila
- 62 Uus-Lavola

### Nuijamaa
- 89 Nuijamaa

### Zone Nord
- 23 Kariniemi
- 22 Kivisalmi
- 04 Pallo–Tyysterniemi ¹
- 21 Suolahti
- 20 Voisalmi

### Ylämaa
- 101 Ylämaa